# Кононов, Александр Николаевич (генерал)
Александр Николаевич Кононов (1793—1851) — русский военачальник, генерал-майор (с 22 апреля 1834 года).

## Биография
Родился 1 сентября 1793 года. Дата вступления в военную службу неизвестна. С 4 октября 1837 по 4 февраля 1842 был командиром Лейб-гвардии Казачьего полка.
Умер 25 марта 1851 года.

## Награды
- Награждён орденом Св. Георгия 4-й степени (№ 5519; 29 ноября 1837).
- Также награждён другими орденами Российской империи, среди которых орден Св. Владимира 2-й степени, Св. Анны 2-й степени и серебряная медаль в память Отечественной войны 1812 года.